# Anielin (gmina Garbatka-Letnisko)
Anielin (do 14 lutego 2002 Anielówka) – wieś sołecka w Polsce położona w województwie mazowieckim, w powiecie kozienickim, w gminie Garbatka-Letnisko.
W latach 1975–1998 miejscowość należała administracyjnie do województwa radomskiego. 15 lutego 2002 nastąpiła zmiana nazwy z Anielówka na Anielin.
Wierni kościoła rzymskokatolickiego należą do parafii św. Maksymiliana Kolbego w Bogucinie.